# Wakarusa
Wakarusa és una població dels Estats Units a l'estat d'Indiana. Segons el cens del 2000 tenia 1.618 habitants.

## Demografia
Segons el cens del 2000, Wakarusa tenia 1.618 habitants, 595 habitatges, i 427 famílies. La densitat de població era de 276,4 habitants/km².
Dels 595 habitatges en un 35,3% hi vivien nens de menys de 18 anys, en un 58,7% hi vivien parelles casades, en un 10,9% dones solteres, i en un 28,2% no eren unitats familiars. En el 25,9% dels habitatges hi vivien persones soles el 13,4% de les quals corresponia a persones de 65 anys o més que vivien soles. El nombre mitjà de persones vivint en cada habitatge era de 2,51 i el nombre mitjà de persones que vivien en cada família era de 3,04.
Per edats la població es repartia de la següent manera: un 26% tenia menys de 18 anys, un 7,7% entre 18 i 24, un 27,5% entre 25 i 44, un 19% de 45 a 60 i un 19,8% 65 anys o més.
L'edat mediana era de 37 anys. Per cada 100 dones de 18 o més anys hi havia 79,2 homes.
La renda mediana per habitatge era de 41.515 $ i la renda mediana per família de 50.833 $. Els homes tenien una renda mediana de 36.014 $ mentre que les dones 25.300 $. La renda per capita de la població era de 19.615 $. Entorn del 3,2% de les famílies i el 4% de la població estaven per davall del llindar de pobresa.

## Poblacions properes
El següent diagrama mostra les poblacions més properes.